# A Sides Win: Singles 1992-2005
Albums de Sloan
Action Pact
(2003) Never Hear the End of It
(2006)
A Sides Win: Singles 1992-2005 est une compilation des singles du groupe de rock canadien Sloan sortie au Canada le 3 mai 2005, mais jamais en France, comme la plupart de leurs précédents albums.
Elle comprend 14 singles déjà parus plus deux inédits. Une édition spéciale de l'album contient un second disque : un DVD des clip vidéos de chacun des titres, accompagnés d'interviews et de documentaires.
Le titre est un jeu de mots à partir d'une de leur propre chanson : A Side Wins qui était parue sur leur album de 1996 One Chord to Another. A-sides voulant dire en anglais Faces A comme sur les 45 tours vinyls d'avant l'ère numérique.

## Titres
1. Underwhelmed (de Smeared)
2. 500 Up (de Smeared)
3. Coax Me (de Twice Removed)
4. People of the Sky (de Twice Removed)
5. The Good in Everyone (de One Chord to Another)
6. Everything You've Done Wrong (de One Chord to Another)
7. The Lines You Amend (de One Chord to Another)
8. Money City Maniacs (de Navy Blues)
9. She Says What She Means (de Navy Blues)
10. Losing California (de Between the Bridges)
11. Friendship (de Between the Bridges)
12. If It Feels Good Do It (de Pretty Together)
13. The Other Man (de Pretty Together)
14. The Rest of My Life (de Action Pact)
15. All Used Up (inédit)
16. Try to Make It (inédit)

B-sides
- I Thought I Was Ready For You (Bonus sur le cd japonais)
- Tell Me Something I Don't Know (Bonus sur le cd japonais)